# タイトルチューン
タイトルチューン (和製英語: title tune) は、アルバムタイトルと同一名称の収録曲のこと。表題曲（ひょうだいきょく）、タイトルトラック (和製英語: title truck) 、タイトル曲（タイトルきょく）とも呼ばれる。

## 主題歌としてのタイトルチューン
映画・ドラマ・アニメなどの主題歌で、作品と同一タイトルが付けられた楽曲を「タイトルチューン」と呼ぶこともある。漫画や小説が映像化される際に、映像化作品のためにアニメソングなどとして書き下ろされることもある。
なお、稀に既存の楽曲からインスピレーションを得て映像化作品が作られ、その主題歌に元の楽曲が使用される場合もあるが（ヒット曲映画化作品）、この場合はタイトルチューンとは呼ばれない。